# فاروق حجازي
فاروق حجازي هو مسؤول سابق في الحكومة العراقية خلال فترة حكم صدام حسين. شغل حجازي منصب مدير العمليات الخارجية في جهاز المخابرات العامة العراقية لسنوات عديدة قبل أن يصبح سفير للعراق في تركيا.
ادعت حكومة الولايات المتحدة أنه بينما كان سفيرا لدى تركيا قام حجازي بعدة رحلات اتصل فيها بأعضاء تنظيم القاعدة. كانت اتصالات حجازي المزعومة مع كبار أعضاء تنظيم القاعدة بمثابة قطعة واحدة من المعلومات التي قدمت كدليل على وجود علاقة للقاعدة مع صدام حسين كانت تبرر حرب العراق.
خلال الحرب حاول حجازي طلب حق اللجوء في سوريا. في أبريل 2003 ألقي القبض على حجازي في سوريا ورافقه عبر الحدود العراقية حيث احتجزته قوات المساعدة الدولية لإرساء الأمن في أفغانستان. قال سيمور هيرش الصحفي في صحيفة نيويوركر أن حجازي تعاون مع قوات التحالف بعد القبض عليه من أجل إحياء شبكة المخابرات العراقية القديمة من أجل تحقيق الأمن في عراق ما بعد الحرب.
في فبراير 1999 ادعى فنسنت كانيسترارو المسؤول السابق عن مكافحة الإرهاب في وكالة الاستخبارات المركزية الأمريكية أن فاروق حجازي دعا أسامة بن لادن إلى العيش في بغداد ليكون أقرب إلى الأهداف المحتملة للهجوم الإرهابي في السعودية والكويت. في وقت لاحق في عام 2003 ادعى كانيسترارو أن بن لادن رفض تصريحات حجازي وخلص إلى أنه لا يريد أن يستغل من قبل النظام العراقي العلماني. ذكرت صحيفة بوسطن غلوب أن: «أجهزة الاستخبارات تعقبت اتصالات بين عملاء عراقيين وعملاء القاعدة في التسعينات في السودان وأفغانستان حيث يعتقد أن بن لادن التقى فاروق حجازي رئيس المخابرات العراقية لكن المخابرات الحالية والسابقة حذروا من أن مثل هذه الاجتماعات تحدث في كثير من الأحيان بين الأعداء كأصدقاء وكثيرا ما يقوم الجواسيس بالاتصال بالمجموعات المارقة لتوسيع نواياهم أو قياس قوتهم أو محاولة التسلل إلى صفوفهم». بحسب صحيفة الغارديان فإن: «معظم المحللين يعتقدون أن الخلافات الايديولوجية بين العراقيين والإرهابيين لا يمكن التغلب عليها. يعتقد أن المحادثات انتهت بشكل كارثي بالنسبة للعراقيين حيث رفض بن لادن أي نوع من التحالف ويفضل اتباعه سياسة الجهاد العالمي الخاصة أو الحرب المقدسة».